# Ăn thịt đồng loại

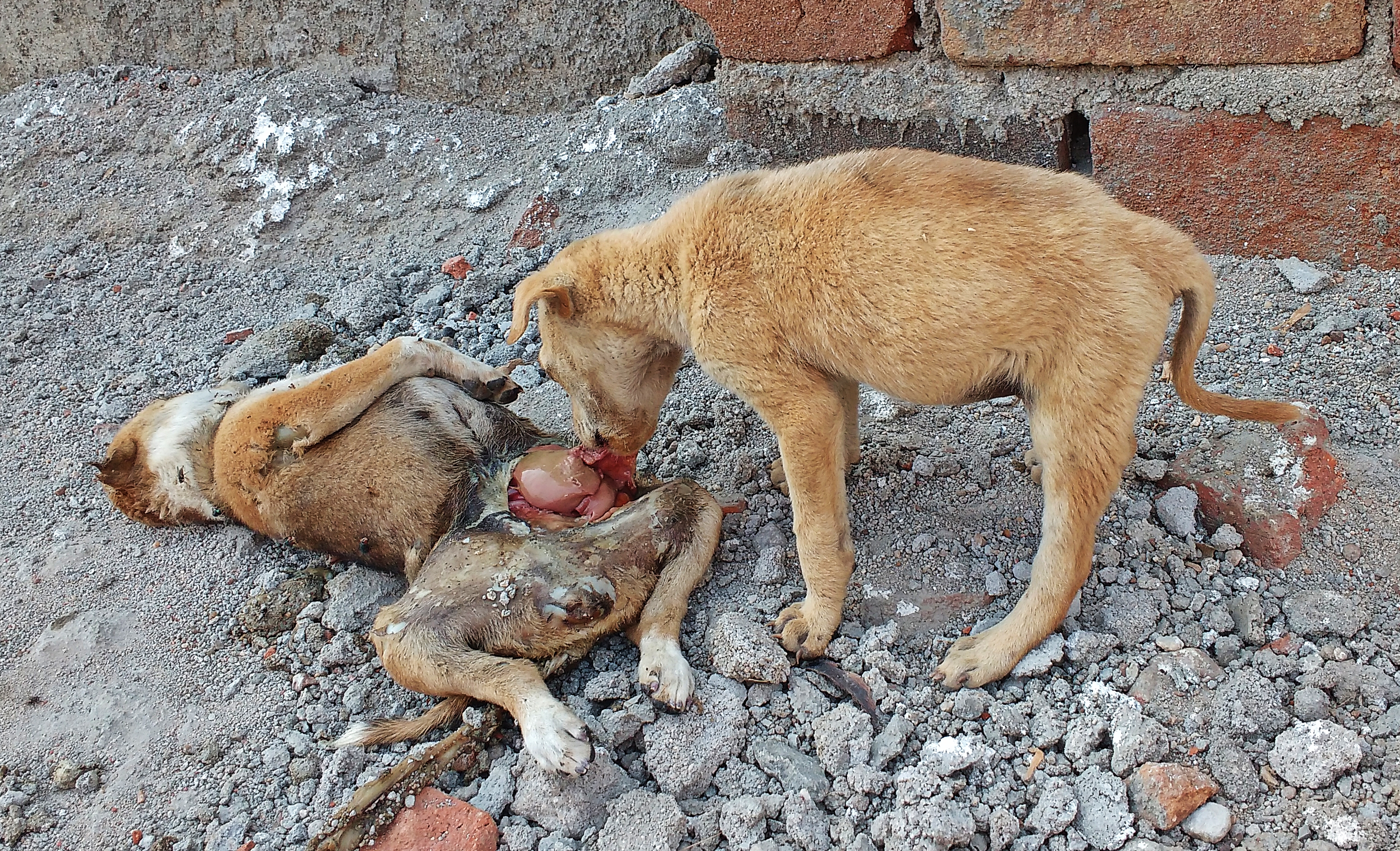
Một con chó đang ăn thịt đồng loại của mình

Ăn thịt đồng loại là hành động ăn thịt các thành viên cùng loài với mình. Chuyện động vật ăn thịt đồng loại tương đối phổ biến trong tự nhiên, như ở chủng loài nhện, bò cạp, bọ ngựa, tôm hùm, mực, bạch tuộc, cá mập, cóc ếch,...
Chuyện người ăn thịt người đã từng là tục lệ trong một số bộ lạc ở Trung Mỹ, Ai Cập... thời xưa và trong một vài trường hợp thời nay. Những dấu hiệu cho thấy thời tiền sử thì ăn thịt đồng loại đã xảy ra.

## Trong tự nhiên
Ăn thịt đồng loại là hiện tượng phổ biến và là một phần trong chu kỳ sống. Nhện đỏ-đen cái, nhện đen quả phụ, một số loài bọ ngựa và bọ cạp ăn con đực trong lúc giao phối (mặc dù tần số xảy ra bị nói một cách phóng đại quá mức). Đối với các sinh vật khác, ăn thịt đồng loại ít liên quan đến giới tính hơn liên quan kích cỡ. Hiện tượng thường thấy trong thiên nhiên như bạch tuộc lớn săn các con nhỏ hơn, và tương tự với nhiều loài cóc, cá, kỳ nhông, cá sấu. Khi không gian sống và thức ăn suy giảm thì nòng nọc ếch nhái cóc cũng chuyển sang ăn thịt những con yếu hơn.
Ăn thịt đồng loại có thể cực kỳ phát triển trong trường hợp bị giam cầm hay không chịu nổi tình trạng thiếu thức ăn. Đặc biệt, lợn nái nuôi có thể ăn thịt con mới sinh, mặc dù hành động đó chưa được quan sát thấy đối với lợn sống tự nhiên. Một trường hợp khác dẫn tới ăn thịt đồng loại là khi bị giam hãm, nhiều loài sống theo lãnh thổ rộng trong tự nhiên có thể có hành động ăn thịt đồng loại. Ví dụ, nhện đen hiếm khi ăn thịt đồng loại trong tự nhiên nhưng chúng làm điều đó rất phổ biến khi bị giam cầm. Người ta đã biết rằng thỏ, chuột và chuột đồng sẽ ăn thịt con non nếu tổ của nó bị thú săn mồi tấn công đe dọa nhiều lần.
Con cái trưởng thành ở một số loài giết và đôi khi ăn thịt con non cùng loài nó nếu con non đó không có mối quan hệ huyết thống gần gũi - nhất là loài tinh tinh. Người ta tin rằng đó là cách để giảm phân chia thức ăn trong bầy và nhu cầu thức ăn sẽ đủ cho con cái của con vật ăn thịt đồng loại. Trong suốt thời gian NATO ném bom Liên bang Nam Tư vào năm 1999, một số lượng lớn động vật trong vườn thú Belgrade, trong đó có hổ và sói, bị thương và chúng ăn con mình. Prince, một con hổ Bengal, trong chiến tranh Ấn Độ thậm chí còn tự ăn thịt chính mình - tự gặm chân mà người trong vườn thú nói rằng đó là "sự phản đối" việc ném bom.

### Ở loài ong
Các nhà khoa học cho rằng, loài ong ăn thịt lẫn nhau là vì mục đích đảm bảo sự ổn định trong một tổ ong. Với loài ong mật, ong bắp cày và kiến, ong chúa vẫn đẻ trứng kể cả khi trứng không được thụ tinh, những quả trứng này sẽ nở ra thành con đực. Điều này làm cho số lượng ong đực sẽ nhiều quá mức cần thiết. Và như vậy, vì ong đực không làm việc mà chỉ đi thụ tinh, sẽ có nhiều kẻ "ăn không ngồi rồi", hơn nữa số lượng ong đực nhiều sẽ có thể tăng số lượng ong thợ thông qua quá trình thụ tinh. Hơn nữa, vì ong chúa thường giao phối với nhiều ong đực khác nhau, nên hệ gene của đàn ong sẽ đa dạng đáng kể. Điều này không tốt đối với loài ong, bởi mỗi loài có một đặc điểm riêng, nếu xuất hiện một con ong lạ mặt thì nó có thể làm mất đồng nhất trong quá trình phân công lao động trong đàn ong.

## Trong lịch sử

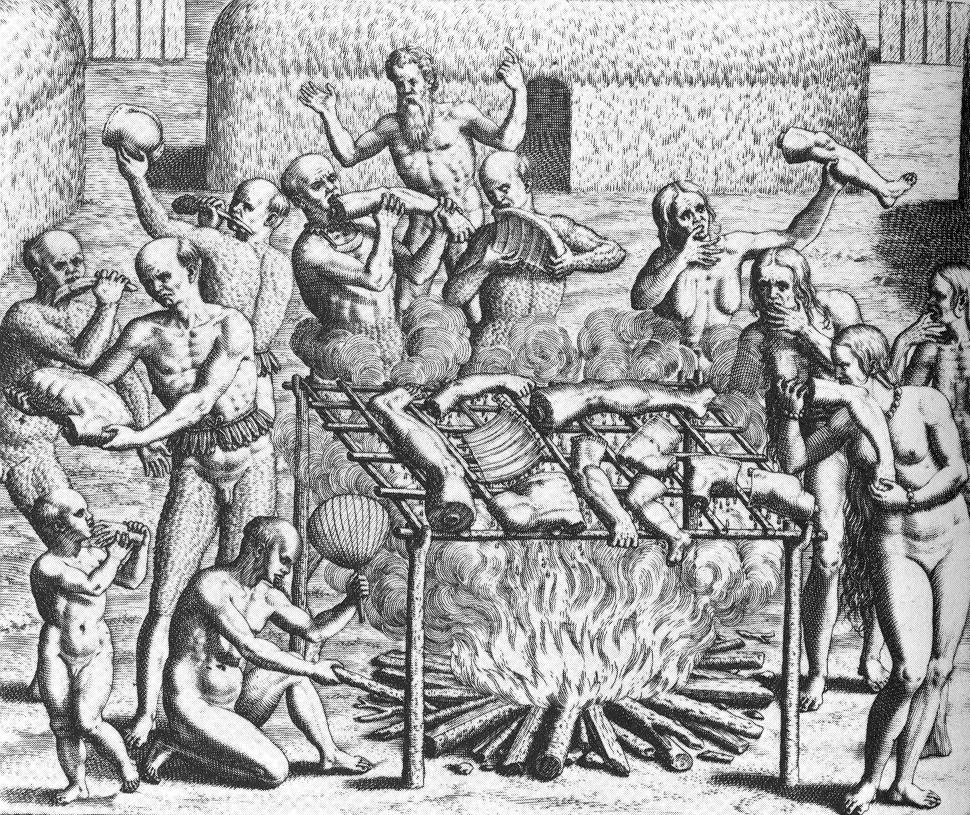
Tục ăn thịt người ở Brasil năm 1557, theo miêu tả của Hans Staden

Việc ăn thịt người đã được chứng minh bằng tư liệu ở Ai Cập trong thời kỳ đói kém do nước sông Nin không lên trong tám năm (1064 đến 1072). Quân Thập tự chinh đã phân loại để ăn thịt người sau khi vây hãm thành công Ma'arrat al-Numan năm 1098. Ở châu Âu, trong Nạn đói 1315-1317, khi Dante đang sáng tác một tác phẩm lớn trong lịch sử văn học phương tây và thời kỳ Phục hưng vừa bắt đầu, có những báo cáo loan rộng khắp châu Âu về tục ăn thịt người. Tuy vậy, nhiều nhà lịch sử đã bác bỏ các báo cáo đó vì cho đó chỉ là tưởng tượng và mơ hồ.
Những người còn sống sót sau khi con tàu Pháp Medusa chìm năm 1816 bị phân loại để ăn thịt sau bốn ngày lênh đênh trên một cái mảng. Sau khi tàu Whaleship Essex của Nantuket bị chìm do cá voi, ngày 20 tháng 11 năm 1820, những người còn sống, trên ba con tàu nhỏ, bị phân loại theo thỏa thuận, để bị ăn thịt nhằm cứu một vài người khác sống sót. Cuộc thám hiểm vùng cực thất bại của Sir John Franklin, một người đàn ông tên là Alferd Packer bị buộc tội là giết và ăn thịt bạn đồng hành của mình; 16 người sống sót sau Chuyến bay số 571 của Không quân Uruguay vào năm 1971 được cứu thoát sau 73 ngày sống sót do ăn thịt đồng loại.

### Tập tục
Việc ăn thịt người ở nhiều bộ tộc mang tính chất sắc tộc trong quá khứ, nhưng thực sự là đã xuất hiện và trở thành tập quán xã hội. Một số người lý luận rằng tục ăn thịt người hầu như không tồn tại, trong khi những người khác cho rằng một vài di tích ở vùng Tây Nam Hoa Kỳ có thể cung cấp bằng chứng cho tục ăn thịt người. Các trường hợp riêng biệt tại các nước khác đã thấy là âm mưu trong đầu một số người, tội phạm và tin đồn không chính xác bởi những kẻ quá khích. Có bằng chứng gây tranh cãi về tục ăn thịt người loan rộng trong suốt thời gian đói kém ở Ukraina những năm 1930, trong cuộc bao vây Leningrad trong Chiến tranh thế giới thứ hai và trong suốt nội chiến Trung Quốc. Một ví dụ gần đây nằm trong những câu truyện do người tị nạn từ Triều Tiên tiết lộ về tục ăn người trong và sau thời kỳ đói kém năm 1995 đến 1997.
Thường thì các lời đồn đại về tục ăn thịt người phổ biến hơn so với thực tế. Nữ hoàng Isabella (Tây Ban Nha) ra lệnh cho người Tây Ban Nha đi xâm chiếm Trung và Nam Mỹ không được nô lệ hóa các bộ tộc bản xứ mà họ chạm trán trừ khi các bộ tộc đó có tiến hành tục ăn thịt người. Như thế có nghĩa là tục ăn thịt người đã bị thổi phồng một cách quá mức và trong hầu hết các trường hợp là bịa đặt. Các bộ lạc tại Caribe đã nổi tiếng từ lâu với tục ăn thịt người, song trái lại, trên thực tế các nghiên cứu hiện đại không tìm thấy dấu vết nào của tập tục đó. Trong suốt những năm Anh mở rộng thuộc địa, chiếm hữu nô lệ được cho là bất hợp pháp trừ khi người liên quan đến trở nên quá suy đồi. Chứng cứ về ăn thịt người khủng khiếp và vì vậy nên các báo cáo về tục ăn thịt người trở nên lan rộng.
Bộ lạc Korowai, vùng đông nam của tỉnh Papua của Indonesia, là một trong những bộ lạc cuối cùng trên thế giới còn tiến hành tục ăn thịt người. Trong nhiều cuộc chiến ở châu Phi, tục ăn thịt người được cho là xuất hiện khác phổ biến mặc dù trong thời kỳ chiến tranh nó không xuất hiện trừ các trường hợp riêng gồm có một vài phương thuốc dân tộc.
Nhà sử học quân phiệt Nhật Kuwabara Jitsuzo viết về Trung Quốc cuối thế kỷ 19, đầu thế kỷ 20, đã khẳng định văn minh Trung Hoa có một lịch sử ăn thịt người, có thể trích dẫn ra từ văn học. Gần đây hơn, nhà văn Trung Quốc Lỗ Tấn (Lu Xun) viết "Tôi là một người mang cái lý lịch ăn thịt người trong bốn ngàn năm... Mở lịch sử ra tra thử... chỉ thấy trên mỗi tờ viết nhân nghĩa, đạo đức mà nhìn thấy đến giữa những dòng chữ thì ra cả cuốn đều chép rặt có ba chữ Ăn thịt người". Tuy nhiên những chỉ trích này chỉ để đả kích truyền thống văn hóa và lịch sử Trung Quốc chứ không thể được xem là bằng chứng cho thấy tục ăn thịt người thật sự tồn tại trong xã hội Trung Quốc.
Có tin đồn rằng tục ăn thịt người diễn ra trong thời kỳ thiếu đói lúc cuộc Cách mạng văn hóa tiến hành. Tuy vậy, không có bằng chứng thuyết phục bên ngoài nguồn tư liệu văn học rằng tục ăn thịt người được chấp nhận trong xã hội Trung Quốc cổ, cũng chẳng có các nghiên cứu dứt khoát nào đề xuất rằng ăn thịt người trở nên phổ biến suốt thế kỷ 20 ở Trung Quốc. Trớ trêu là có tài liệu đầy sức thuyết phục và bằng chứng pháp lý cho rằng quân Nhật thực hành ăn thịt cả đối phương lẫn quân mình trong Chiến tranh thế giới thứ hai khi cạn nguồn tiếp tế. Có tác giả đã phân tích tục ăn thịt người và các thức ăn cấm, tác giả cho rằng nó phổ biến khi con người sống theo các nhóm nhỏ, song biến mất khi sự quá độ lên xã hội có nhà nước, người Aztec là một ngoại lệ.

### Trong chiến tranh
Ăn thịt người diễn ra trong những lính trong cuộc Cuộc thập tự chinh thứ nhất. Một vài lính thập tự đã sống nhờ vào xác chết kẻ thù sau khi chiếm một thị trấn Ả Rập tại Ma'arrat al-Numan. Nhiều khẳng định cho là những lính thập tự đã bắt đầu mất hết tính người, nhưng trên thực tế họ phải làm như vậy để sống sót được. Hành động trên lại tái diễn ở các trận đánh sau trong tháng 3 ở Jerusalem.
Trong Loạn Hoàng Sào, các bên tham chiến như quân Đường và quân Đại Tề đều dùng thịt người làm quân lương.
Một vài người cho rằng ăn thịt người diễn ra trong cuộc bao vây Leningrad.
Một vài bộ lạc bản địa châu Mỹ tin rằng ăn một phần thịt kẻ thù có thể nhận được các kỹ năng đặc biệt từ kẻ thù đã chết (ví dụ ăn tim một kẻ thù dũng cảm giúp nhận thêm nhiều dũng khí). Ăn thịt kẻ thù cũng được ghi lại trong thơ Trung Hoa.
Có tư liệu và bằng chứng pháp lý do nhiều người chứng kiến cung cấp về việc ăn thịt người trong lực lượng quân Nhật vào thời kỳ Chiến tranh thế giới thứ hai. Khi thức ăn cạn kiệt, thậm chí lính Nhật giết và ăn thịt người khác khi không có dân thường phe đối phương. Trong các trường hợp khác, quân lính phe đối phương bị hành hình và sau đó bị xả thịt ra.
Ăn thịt người được ít nhất một nhân chứng ghi nhận, đó là phóng viên Neil Davis trong chiến tranh tại Đông Nam Á trong những năm 1960 tới những năm 1970. Davis cho biết người Khmer có tập tục chia nhau ăn thịt kẻ thù sau khi tiến hành giết chết một cách hung bạo, nhất là phần gan. Ông ta, và nhiều người tị nạn nói rằng tục ăn thịt người được thực hiện không theo nghi lễ khi không tìm nổi thức ăn nữa. Điều này thường xuất hiện khi các thị trấn và làng mạc nằm dưới quyền kiểm soát của Khmer Đỏ, thức ăn được chia theo khẩu phần rất nghiêm ngặt, dẫn tới nạn chết đói lan rộng. Trớ trêu thay, mọi công dân bị bắt khi tham gia ăn thịt người liền bị xử tử ngay lập tức.
Ăn thịt người đã từng được báo cáo trong nhiều cuộc xung đột gần đây ở châu Phi, gồm có Chiến tranh Congo lần thứ hai, và nội chiến tại Liberia và Sierra Leone. Tiêu biểu là khi đã tuyệt vọng, trong thời kỳ hòa bình thì ít hơn nhiều, chẳng hạn ở bộ lạc Pygmie tại Congo. Cũng có báo cáo rằng các thầy lang châu Phi thỉnh thoảng sử dụng các phần cơ thể trẻ con trong thành phần thuốc của họ.

### Trong nghệ thuật
Một số tác phẩm nghệ thuật có miêu tả về việc ăn thịt đồng loại.
- Bộ phim kinh dị Hannibal, thực hiện bởi đạo diễn Ridley Scott trong năm 2001, đã có trình bày một cảnh tượng "người ăn não của chính mình". Phim này được dựng từ một tiểu thuyết cùng tên của nhà văn Thomas Harris.
- Loạt phim kinh dị nổi tiếng Wrong Turn, thực hiện bởi đạo diễn Rob Schmidt trong năm 2003 đã thuật lại quá trình đi săn và ăn thịt người một cách man rợ của 3 anh em biến dị, khát máu và bị điên. Phim hiện có các phần: Wrong Turn (2003), Wrong Turn 2: Dead End (2007), Wrong Turn 3: Left For Dead (2009), Wrong Turn 4: Bloody Beginnings (2011), Wrong Turn 5: Bloodlines (2012), Wrong Turn 6: Last Resort (2014).
- The Green Inferno (Địa ngục xanh)
- Cannibal Holocaust
- Cannibal Ferox